# Verre autonettoyant
 (mai 2016).
Si vous disposez d'ouvrages ou d'articles de référence ou si vous connaissez des sites web de qualité traitant du thème abordé ici, merci de compléter l'article en donnant les références utiles à sa vérifiabilité et en les liant à la section « Notes et références ».
Un verre autonettoyant est un verre qui, de par un revêtement microscopique spécial, a la capacité de dégrader les salissures organiques et donc de rester propre plus longtemps qu'un verre ordinaire.

## Principe
Le verre autonettoyant est un verre « float » (procédé « float » désigne le procédé moderne de fabrication du verre plat) ordinaire sur lequel on dépose lors de sa fabrication une couche photocatalytique spéciale à base de dioxyde de titane (TiO2) sur sa face extérieure. La fonction autonettoyante des verres du même nom repose sur la conjugaison de deux propriétés des couches microscopiques de TiO2 déposées sur du verre : la photocatalyse et la superhydrophilie.

### La photocatalyse
La notion de photocatalyse est étroitement associée au matériau dioxyde de titane sous sa variété cristallographique anatase. Le TiO2 est un semi-conducteur apte, sous l’effet d’un rayonnement de longueur d’onde adéquate, à activer des réactions radicalaires provoquant l’oxydation des produits organiques. Le TiO2 possède un écart, un "trou" entre deux niveaux d'énergie d'environ 3.2 eV. Si bien que d'après la relation de Planck E=hν, seuls les photons possédant une longueur d'onde inférieure ou égale à 387 nm seront actifs dans la réaction de photo-oxydation catalytique. De telles radiations appartiennent au domaine du proche UV si bien que l'extension de la photocatalyse au domaine du visible reste pour l'instant limitée.

### Son caractère hydrophile
Ce type de verre a de plus des propriétés hydrophiles qui font que l’eau tombant sur la plaque de verre se répartit de manière homogène sur la vitre, lave le verre, au lieu de le laisser sale comme un verre ordinaire. En effet, au lieu de tomber en gouttes sur le verre, l’eau constitue progressivement un film qui, gravité oblige, finit par glisser le long du verre en le lavant. Ainsi, toute l’eau s’écoule, il n’y a pas évaporation et donc pas de traces.

## Inconvénients
Les revêtements photocatalytiques ne dégradent que les salissures organiques. C’est pourquoi les salissures minérales peuvent avoir tendance à recouvrir progressivement le revêtement et risquent au bout d’un certain temps de le « désactiver ». La solution dans ce cas est de projeter de l’eau, sans détergent, régulièrement de manière à enlever les impuretés et ainsi restituer au revêtement son efficacité. Le système décrit précédemment requiert une pluviométrie suffisante pour enlever les résidus issus de la photocatalyse. Dans les régions où la pluviométrie est faible, et dans les cas où les vitres se situent dans des endroits difficiles d’accès, on pourrait imaginer incorporer un système de distributeur d’eau qui éviterait l’encrassement du revêtement.
Il serait possible d’améliorer les propriétés photocatalytiques et hydrophiles, notamment grâce à l’ajout de catalyseurs, qui pourraient permettre de déplacer ou d’agrandir le spectre d’absorption de la couche autonettoyante pour une utilisation optimale. Ce nouveau type de verre permet une réduction des coûts de nettoyage, mais aussi des impacts environnementaux car il nécessite une utilisation moindre de produits détergents.